# آمینوکاپروئیک اسید
آمینوکاپروئیک اسید (انگلیسی: Aminocaproic acid) یکی از مشت‌ها و آنالوگ‌های اسید آمینه لیزین است که آن را به یک مهارکننده مؤثر برای آنزیم‌هایی تبدیل می‌کند که به آن باقیمانده خاص متصل می‌شوند. این آنزیم‌ها شامل آنزیم‌های پروتئولیتیک مانند پلاسمین هستند، آنزیمی که مسئول فیبرینولیز است. به همین دلیل در درمان برخی اختلالات خونریزی موثر است و با نام تجاری Amicar به فروش می‌رسد.

## کاربرد پزشکی
اسید آمینوکاپروئیک (Amicar) برای استفاده در درمان خونریزی حاد به دلیل فعالیت فیبرینولیتیک بالا مورد تایید FDA است. این دارو همچنین دارای یک داروی یتیم از FDA برای پیشگیری از خونریزی پیاپی در بیماران مبتلا به هایفما تروماتیک است. در عمل بالینی، اسید آمینوکاپروئیک اغلب برای کنترل خونریزی در بیماران مبتلا به ترومبوسیتوپنی شدید، کنترل خونریزی دهانی در بیماران مبتلا به اختلالات انعقادی مادرزادی و اکتسابی، کنترل خونریزی بعد از عمل مرتبط با جراحی قلب، پیشگیری از خونریزی بیش از حد در بیماران استفاده می‌شود. در مورد درمان ضد انعقاد تحت روش‌های تهاجمی دندانپزشکی، و کاهش خطر خونریزی فاجعه‌بار در بیماران مبتلا به لوسمی پرومیلوسیتیک حاد.